# Tom Reuter
Tom Edvard Reuter, född 29 oktober 1936 i Helsingfors, är en finländsk zoolog.
Reuter blev filosofie doktor 1969. Han arbetade vid Helsingfors universitets zoologiska institution som forskare 1965–1981 och assistent 1981–1986, blev 1976 docent i fysiologisk zoologi och innehade 1989–1999 den svenskspråkiga professuren i zoologi. Åren 1972–1986 var Reuter även docent i nerv- och sinnesfysiologi vid Åbo Akademi.
Doktorsavhandlingen Visual pigments and ganglion cell activity in the retinae of tadpoles and adult frogs (Rana temporaria L.) innehöll ansatsen till flera av Reuters huvudtemata inom synforskningen, där det tidiga intresset för synpigmentmolekylens funktion förenades med en helhetssyn på det seende djuret i dess livsmiljö. Hans forskning har gällt mörkeradaptationens mekanismer (tillsammans med Kai Otto Donner), näthinnans tillväxt, färgseendets fysiologi samt signal/brus-urskillning vid nattseende. På 1990-talet tillkom nyskapande studier tillsammans med Simo Hemilä och Sirpa Nummela om vad benmaterial kan berätta om sinnenas prestanda hos nu levande och utdöda djur.
Reuter är en aktiv vetenskapspopularisator och -debattör genom artiklar i bland annat Hufvudstadsbladet och Nya Argus.   
Han är sonson till Enzio Reuter.